# Bürgermeisterei Weyerbusch

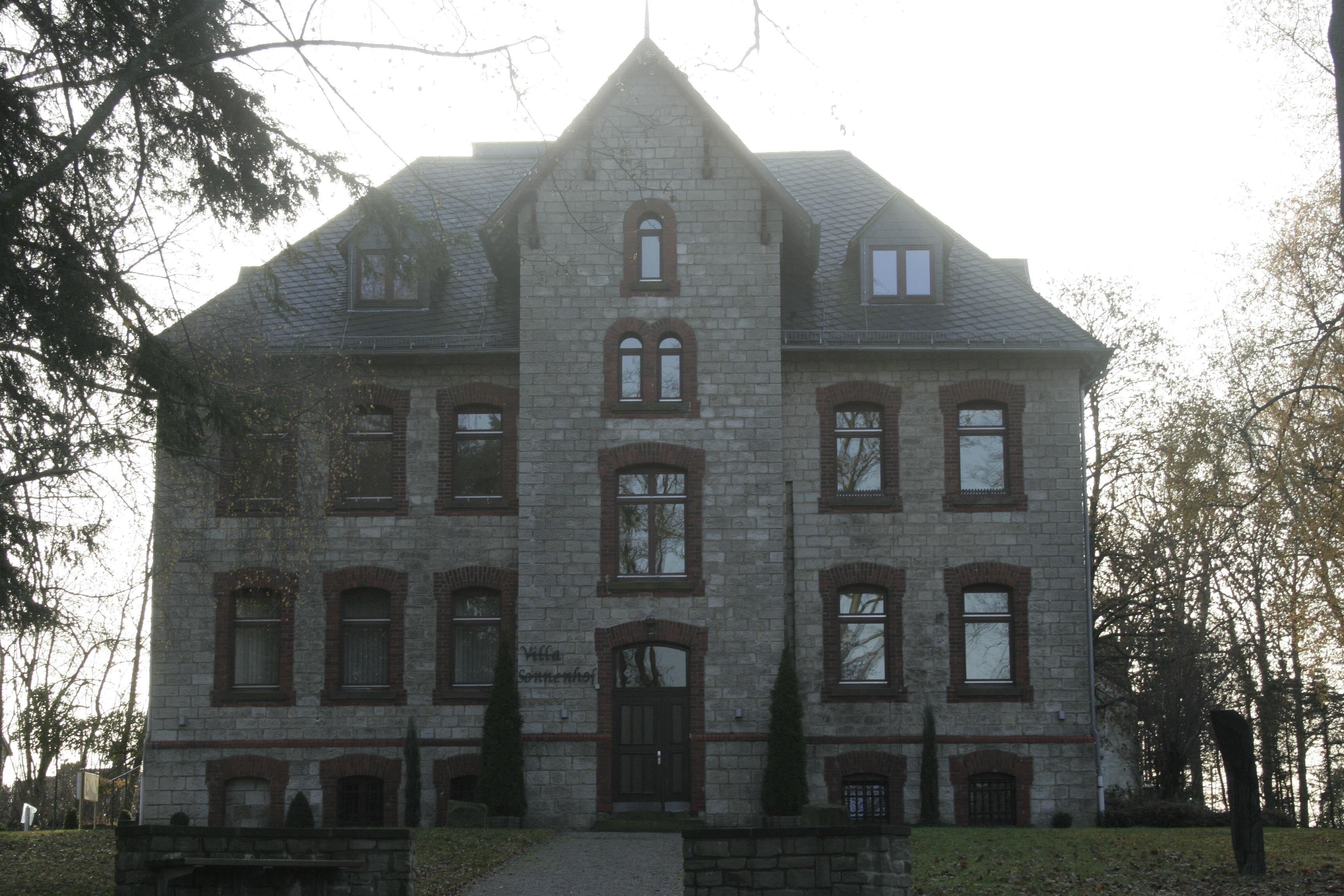
Altes Rathaus von Weyerbusch, jetzt Villa Sonnenhof

Die Bürgermeisterei Weyerbusch war eine der neun preußischen Bürgermeistereien, in welche sich der 1816 gebildete Kreis Altenkirchen im Regierungsbezirk Coblenz verwaltungsmäßig gliederte. Zur Bürgermeisterei gehörten 25 Gemeinden, in denen 1817 insgesamt 2.564 Einwohner lebten. Von 1845 bis 1848 war Friedrich Wilhelm Raiffeisen hier als Bürgermeister tätig. Die Bürgermeisterei wurde 1927 in Amt Weyerbusch umbenannt.

## Gemeinden
Nach Statistiken aus den Jahren 1843 und 1861 gehörten die folgenden Gemeinden zur Bürgermeisterei, die Schreibweise wurde auf die heutige Form angepasst, die Gliederung entspricht der vorherigen territorialen Zuordnung:
Ursprünglich zum Kirchspiel Mehren in der Grafschaft Sayn-Altenkirchen gehörend
- Ersfeld
- Fiersbach mit den Höfen Dickten und Kriegershof
- Forstmehren
- Giershausen
- Hirzbach mit dem Weiler Hähnen
- Kircheib mit den Weilern Reisbitzen, Eckenbach und Grünewald und dem Hofe Bleckhausen
- Kraam mit dem Weiler Heuberg und einer Mühle
- Maulsbach
- Mehren, Kirchdorf mit den Weilern Adorf und Seifen, dem Hofe Acker und der Hardmühle
- Neuenhof und den Höfen Tente, Röttgen und Burg (heute Ortsteile von Kircheib)
- Rettersen mit den Weilern Hahn und Witthecke, dem Hofe Roßberg und dem Willachshaus
- Ziegenhain

Ursprünglich zum Kirchspiel Birnbach in der Grafschaft Sayn-Hachenburg gehörend
- Birnbach, Kirchdorf
- Hasselbach mit einer Mühle
- Hemmelzen mit einer Mühle
- Hilkhausen mit den Weilern Irlen und Wiesplacken (heute Ortsteile von Weyerbusch)
- Marenbach (heute Ortsteil von Oberirsen)
- Neitersen mit dem Weiler Fladersbach
- Niederölfen (heute Ortsteil von Neitersen)
- Oberirsen
- Oberölfen (heute Ortsteil von Helmenzen)
- Rimbach mit einer Mühle (heute Ortsteil von Oberirsen)
- Weyerbusch
- Wölmersen
- Werkhausen mit dem Weiler Leingen und den Höfen Ochsenbruch und Acker

## Geschichte

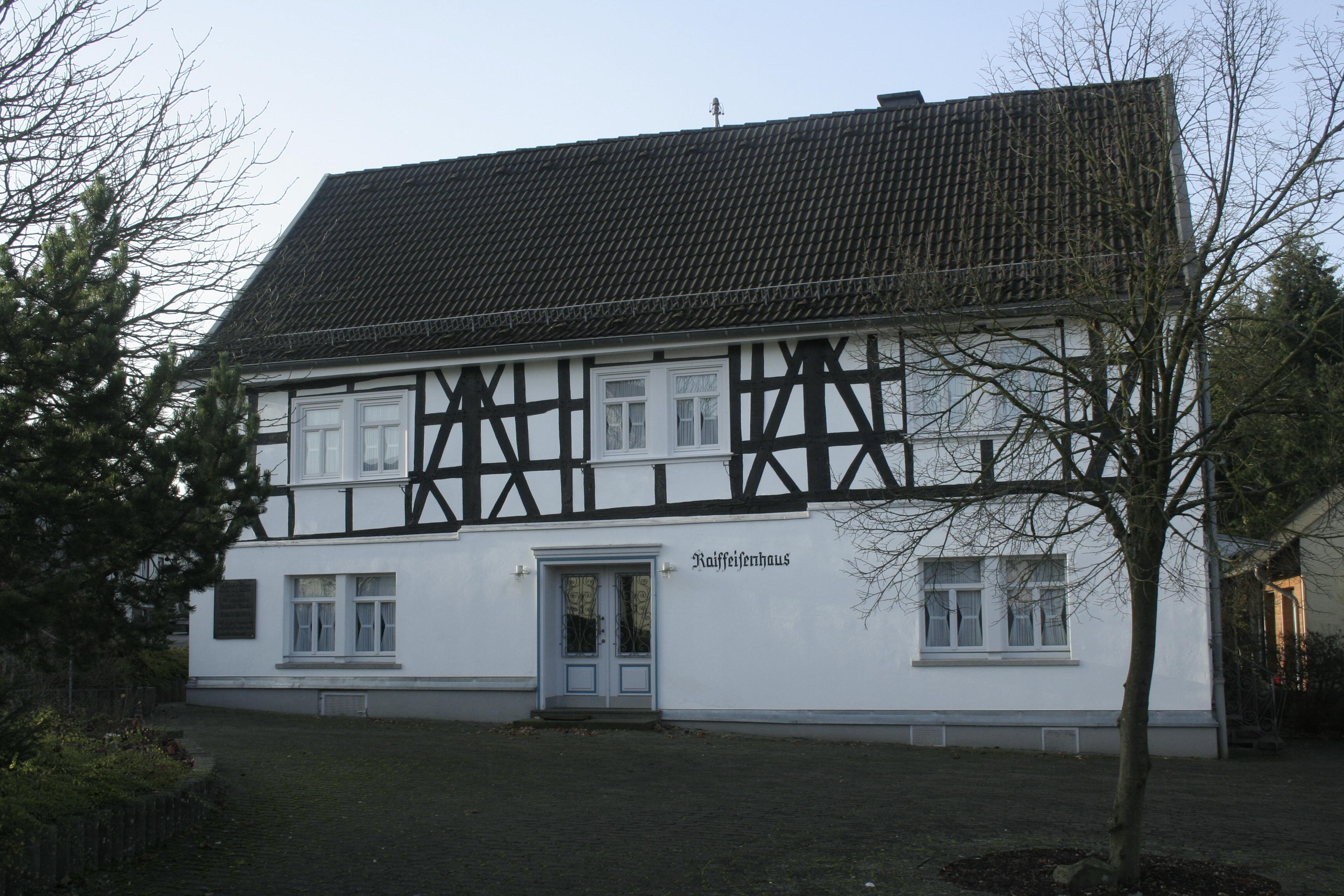
Raiffeisenhaus – ehemaliges Bürgermeistereiamt und Wohnhaus Raiffeisens

Die von der Bürgermeisterei verwalteten Ortschaften gehörten bis zum Ende des 18. Jahrhunderts zu den Grafschaften Sayn-Altenkirchen (1791) bzw. Sayn-Hachenburg (1799). Sayn-Altenkirchen kam 1791 zu Preußen und wurde 1803 im Reichsdeputationshauptschluss dem Fürstentum Nassau-Usingen zugesprochen. Sayn-Hachenburg kam aufgrund einer Erbfolge 1799 zum Fürstentum Nassau-Weilburg. Die beiden Fürstentümer wurden 1806 im Zusammenhang mit der Bildung des napoleonischen Rheinbundes zum Herzogtum Nassau zusammengeschlossen. Das Gebiet der ehemaligen saynischen Grafschaften und damit der späteren Bürgermeisterei Weyerbusch wurde 1815 auf dem Wiener Kongress sowie aufgrund eines zwischen Nassau und Preußen abgeschlossenen Vertrages dem Königreich Preußen zugeordnet.
Unter der preußischen Verwaltung wurde 1816 der Kreis Altenkirchen im Regierungsbezirk Coblenz neu geschaffen, der sich in neun Bürgermeistereien gliederte. Die Bürgermeisterei Weyerbusch wurde, so wie alle Landbürgermeistereien in der Rheinprovinz, 1927 in „Amt Weyerbusch“ umbenannt. Aus diesem entstand 1968 die Verbandsgemeinde Weyerbusch, die im Rahmen der Verwaltungs- und Gebietsreform 1970 in die Verbandsgemeinde Altenkirchen integriert wurde.
In den Jahren von 1845 bis 1848 war Friedrich Wilhelm Raiffeisen in Weyerbusch als Bürgermeister tätig. Vor dem Hintergrund einer schweren Missernte im Jahre 1846 kam es zu einer Hungersnot in der Region. Raiffeisen gründete 1847 den Weyerbuscher Brodverein und ließ ein Backhaus errichten, um Bedürftigen preisgünstig und auf Kredit Brot zu verkaufen. Dieser Verein gilt als ein Vorläufer des Genossenschaftswesens.

## Bürgermeister
Die Bürgermeister, ab 1927 Amtsbürgermeister, von Weyerbusch waren:
| 1817–1845 | Cristian Hörter                    |
| 1845–1848 | Friedrich Wilhelm Raiffeisen       |
| 1848–1863 | Bieler                             |
| 1863–1866 | Stöhr                              |
| 1867–1884 | Elven                              |
| 1884–1933 | August Schneider                   |
| 1933–1945 | Carl Weyer                         |
| 1945–1946 | Hohl, Greis, Rörig (kommissarisch) |
| 1946–1965 | Werner Kuhnt                       |
| 1965–1968 | Alwin Hundhausen                   |

## Gegenwart
Direkt neben dem ehemaligen Bürgermeistereiamt und Wohnhaus Raiffeisens wurde 1989 ein Seminargebäude errichtet. Es bildet gemeinsam mit dem alten Raiffeisenhaus und einem originalgetreu errichteten Backhaus das Raiffeisen-Begegnungs-Zentrum der Westerwald Bank.